# سنجار
شِنگال یا سنجار (به کردی: شنگال) (به عربی: سنجار) (به سریانی: ܫܝܓܪ‎) شهری در استان نینوا در شمال باختری عراق است. جمعیت این شهر در سال ۲۰۰۶ میلادی ۳۹۸۷۵ نفر و جمعیت شهرستان در سال ۲۰۱۳ بیش از ۸۸ هزار نفر بود.
بیشتر مردم این شهر را کُردهای ایزدی تشکیل داده‌اند. همچنین اقلیتی از آشوریان مسیحی و عرب‌های سنی مهاجر نیز در شنگال سکونت دارند.
بخشی از صحنه‌های فیلم جن‌گیر در شنگال فیلم‌برداری شده‌است.
در ۳ اوت ۲۰۱۴ نیروهای دولت اسلامی عراق و شام به شنگال حمله کردند و خیلی سریع این شهر و روستاهای اطراف را به تصرف خود درآوردند. بیش از ۷ هزار نفر کشته شدند و حدود ۵ هزار زن و دختر ایزدی به عنوان برده‌های جنسی ربوده شدند. بعد از حمله داعش مردم این نواحی هیچ راهی جز پناه بردن به کوهستان شنگال را نداشتند، کوهستان باستانی و مقدسی که خاستگاه افسانه‌های منظوم کهن ایزدی همچون درویش اَودی است. ده‌ها هزار ایزدی ۱۰ روز بدون آب و غذای کافی در این کوهستان در محاصره بودند.
شمار زیادی از زنان و مردان ایزدی کشته یا اسیر شدند. برخی زنان ایزدی نیز به عنوان "کنیزهای جنسی" مورد تجاوز اعضای داعش قرار گرفتند. اما با ورود نیروهای کرد، به‌ویژه پ‌ک‌ک به شنگال داعش شکست خورد و از این منطقه فرار کرد.یگان‌های مدافع سنجار یا ی. ب. ش که پیشتر سربازان ملک طاووس نامیده می‌شد، تشکلی از شبه نظامیان ایزدی در عراق است که در سال ۲۰۰۷ برای محافظت از جامعه ایزدیان عراق و کردستان عراق در مقابل حمله شورشیان عراقی توسط نیروهای پ ک ک شکل گرفت.
به لحاظ جغرافیایی منطقه شنگال در شمال غرب موصل واقع است و از توابع استان نینوا محسوب می‌شود.

## حکومت
سیطره بر شنگال به این معنی بود که می‌تواند قبضه امنیتی بر بخش وسیعی از مرزهای عراق و سوریه از ربیعه گرفته تا مرزهای الانبار شمالی را تثبیت کند.

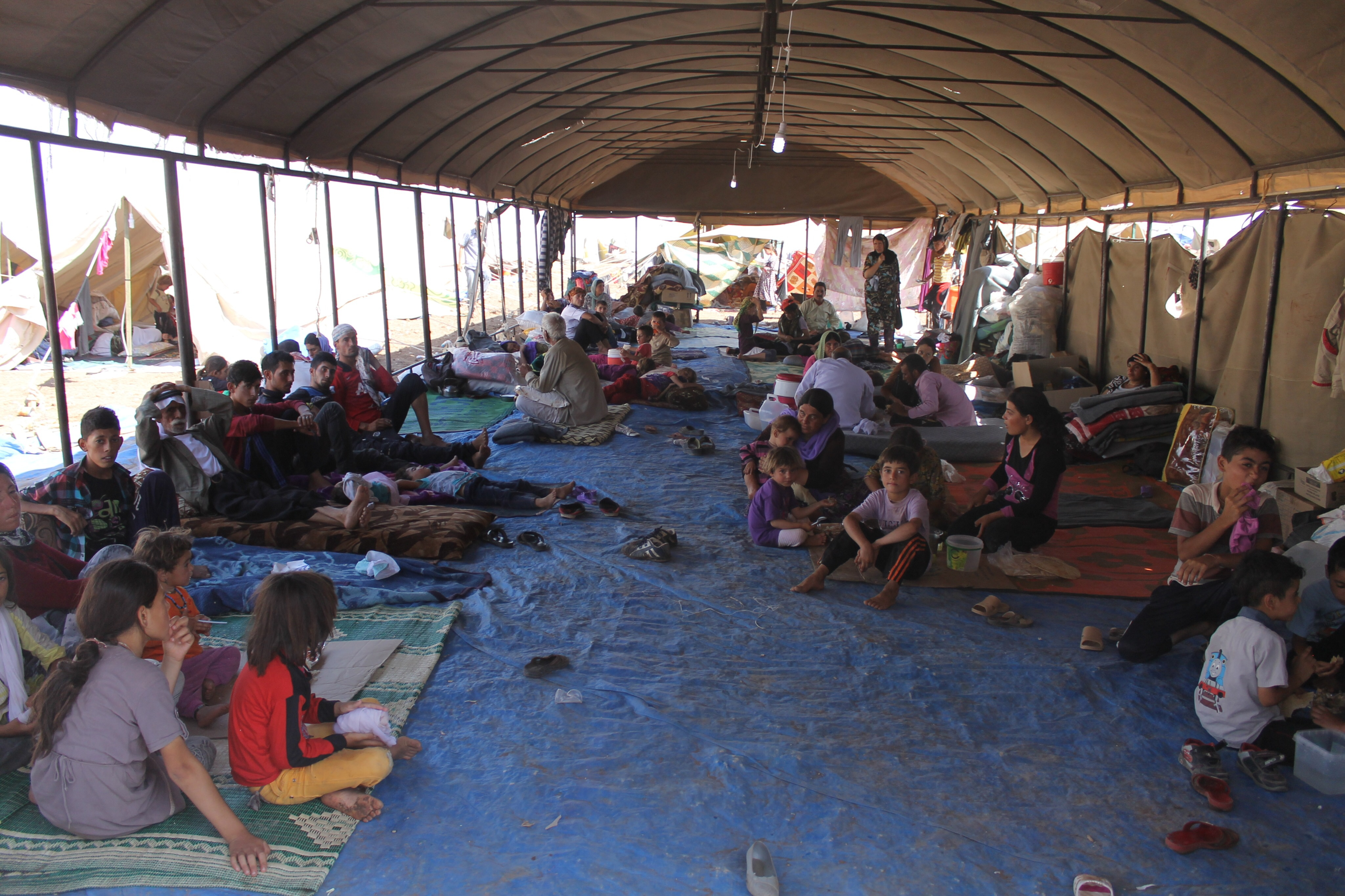
اردوگاه آوارگان یزیدی در کوهستان شنگال، سال ۲۰۱۴

در سال ۲۰۲۱، دولت عراق از نیروهای محلی که حفاظت از ایزدی‌ها (که با داعش جنگیده بودند) در سنجار را بر عهده داشتند درخواست عقب نشینی کردند که توسط دولت ایزدی‌ رد شد. این امر منجر به فراخوان های بین المللی از ارتش عراق برای کاهش تنش و خروج از منطقه شده است.

## پیشینه
در دشت شنگال بیش از ۲۰۰ کاوشگاه باستانی یافت شده‌است، از آن جمله مکان‌هایی مربوط به تمدن‌های شش‌هزارسالهٔ حسونه، حلف و عُبَید. منطقه شنگال از نگاه تاریخ باستان در محدودهٔ فرهنگ عبید واقع شده‌است.
نزهةالقلوب، ص ۱۰۵ در بارهٔ شنگال می‌نویسد: شنگال از دیار ربیعه است و از اقلیم چهارم. دور بارویش سه هزار و دویست گام است از سنگ و گچ کرده‌اند و بر روی کوهی نهاده‌است بر جانب قبله و چنان افتاده‌است که بام‌های هر رسته خانه‌ها زمین کوی یک رستهٔ دیگر است. باغستان فراوان دارد و سماق و زیتون و انجیر و میوه‌های فراوان دارد و حقوق دیوانیش صد و چهل و هفت هزار و پانصد دینار است.
منتهی‌الارب دربارهٔ این شهر آورده‌است: شهری است مشهور به سه روزه راه از موصل به بین‌النهرین. محمد ابراهیم بن ساعد بخاری از آن‌جا است.
شنگال در قرن چهارم بارویی داشت از سنگ و حول و حوش آن بسیار آباد و پربرکت بود. مقدسی از نجارها و تُرنج و نارنج آن شهر تمجید نموده گوید درخت خرمای زیاد دارد. در روایات اسلامی ذکر شده که کشتی نوح در کوه شنگال به زمین برخورد کرد سپس به سیر خود ادامه داده سرانجام روی کوه جودی در جانب خاوری دجله قرار یافت. یاقوت گوید چنانکه می‌گویند در شهر شنگال بود که آخرین سلاطین سلجوقی سلطان سنجر پسر ملکشاه متولد گردید. سنجار به قول قزوینی در قرن هفتم گرمابه‌های معروفی داشت که کف آن‌ها موزاییک و سقف آن‌ها شیشه‌های رنگین بود.

## نام گذاری
نام این شهر شنگال است اما حکومت مرکزی عراق تا مدت‌ها تلفظ عربی آن یعنی سنجار را رسمی می‌دانست. از ۲۵ مه ۲۰۱۶ با تصویب شورای شهر سنجار و شورای استان نینوا نام شهر به‌صورت رسمی به شنگال تغییر یافت.